# Anton Rolandsson Martin
Anton Rolandsson Martin ( Tallinn, Estônia, 3 de agosto de 1729 – Finlândia, 1786) foi um botânico sueco  de origem valoniana.
Efetuou seus estudos na Academia Real de Åbo, e posteriormente na Universidade de Uppsala.  Foi indicado  por  Carl von Linné (1707-1778) e pelo comissariado da Academia Real das Ciências da Suécia para explorar  o arquipélago de  Spitzberg  em  1758, e posteriormente na  Noruega em 1759. 

## Obras
Seu diário, "Dagbok vid en resa till Norrpolen eller Spitsbergen 1758", publicado em 1881.